# Jacques Habert (homme politique)
Pour les articles homonymes, voir Jacques Habert et Habert.
Jacques Habert, né le 26 septembre 1919 à Nesles-la-Vallée (Seine-et-Oise) et mort le 6 août 2012 dans le 15e arrondissement de Paris, est un homme politique français, qui a été sénateur des Français établis à l'étranger de 1969 à 1998.
Historien de formation, doté d'un doctorat de l'université Columbia, il s'est principalement intéressé à la vie de Giovanni da Verrazzano, le navigateur qui, au nom de la France, a exploré la côte atlantique « nouveau monde du cap Fear au Labrador et a, entre autres, découvert la baie de New York en 1524.

## Biographie

### Origines familiales et formation
Il est le fils de René Auxence Habert et de Juliette Julie Blondeau, couple de quincaillers.
Son père, René Auxence Habert, fut caporal brancardier au 72ème Régiment d'infanterie pendant la Grande Guerre. Grièvement blessé en 1914 sur le front de l'Argonne, il reçut plusieurs décorations, notamment la Médaille militaire et la Légion d'honneur.

### Débuts (1939-1959)
Pendant la Seconde Guerre mondiale, Jacques Habert est un jeune officier engagé volontaire dans l’aviation, puis résistant, membre du mouvement Turma-Vengeance.
Pilote de guerre, Jacques Habert a notamment connu Jean Mermoz[réf. nécessaire] (1901-1936), Antoine de Saint-Exupéry (1900-1944) ; et, par la suite, Romain Gary (consul général de France à Los Angeles), le sénateur John Fitzgerald Kennedy, Éric Tabarly, , etc.
Professeur d'histoire au lycée français de New York en 1947, il est ensuite directeur du journal France-Amérique, l'une des principales publications françaises aux États-Unis.

### Travaux historiques
Dans sa thèse soutenue en 1954 à l'université Columbia, Jacques Habert rappelle que la baie de New York a été explorée par le navigateur d'origine florentine Giovanni da Verrazzano, qui lui a donné le nom de « Nouvelle-Angoulême » à cet endroit, en hommage au roi François Ier, au service duquel il se trouvait.
Durant sa carrière, il a ainsi contribué, par ses écrits et conférences, à la reconnaissance de cette découverte. En parallèle, celle-ci fut concrétisée par l'inscription d'Angoulême auprès de la statue du navigateur au Battery Park en 1952 et à l'inauguration en 1964 du pont suspendu Verrazzano-Narrows.

### Carrière politique
Élu au Conseil supérieur des Français de l’étranger en 1959, il devient sénateur en mars 1969 en remplacement d'Henri Longchambon. Pendant son mandat, il est notamment à l’origine de l’Association nationale des écoles françaises à l'étranger (d), qui a contribué au développement de celles-ci et à la création en 1990 de l'Agence pour l'enseignement français à l'étranger.
Il a aussi été président du groupe de l'Union des sénateurs non inscrits à un groupe politique (d) (USNI) au Palais du Luxembourg. Dans ce groupe, lui et ses amis André Maman (1927-2018, professeur à l'université de Princeton) et Hubert Durand-Chastel (1918-2007, ancien de la 2e DB), étaient surnommés 'Les Trois Mousquetaires'

## Mandats
- 21 mars 1969 - 2 octobre 1971 : Sénateur des Français établis hors de France
- 2 octobre 1971 - 2 octobre 1980 : Sénateur des Français établis hors de France
- 2 octobre 1980 - 24 septembre 1989 : Sénateur des Français établis hors de France
- 24 septembre 1989 - 30 septembre 1998 : Sénateur des Français établis hors de France

## Distinctions honorifiques
Lorsque le général de Gaulle crée l'Ordre national du Mérite en 1967, Jacques Habert est le premier Français nommé officier de cet ordre.
Commandeur des Palmes académiques, il était titulaire de nombreuses distinctions étrangères (États-Unis, Belgique, Côte d’Ivoire, Haïti, Madagascar).
Il a également été promu commandeur dans l'ordre de la Légion d'honneur le 1er janvier 2011.

### Filmographie
Un reportage diffusé en janvier 2020 sur la Chaîne parlementaire LCP-AN / Public Sénat était consacré à Jacques Habert.